# Martha Wainwright (álbum)
Martha Wainwright é o auto-intitulado álbum de estréia da cantora e compositora canadense Martha Wainwright, fo lançado em 2005.

## Faixas
- Todas as músicas de Martha Wainwright, exceto as anotadas.

1. "Far Away" – 2:54
2. "G.P.T." – 2:44
3. "Factory" – 3:32
4. "These Flowers" – 4:11
5. "Ball & Chain" – 3:18
6. "Don't Forget" – 4:11
7. "This Life" – 6:01
8. "When the Day Is Short" – 3:46
9. "Bloody Mother Fucking Asshole" – 3:14
10. "TV Show" – 4:09
11. "The Maker" – 4:08
12. "Who Was I Kidding?" – 4:10
13. "Whither Must I Wander" (Stevenson/Vaughan Williams) – 2:47

Faixas bônus da Edição Especial
1. "Bring Back My Heart" (feat. Rufus Wainwright) - 3:17
2. "Baby" - 3:56
3. "Dis, Quand Reviendras-tu?" (Monique Serf) - 4:10

## Créditos
- Martha Wainwright – vocal, guitarra elétrica (faixa 11), guitarra, produção.
- Cameron Greider – guitarra elétrica  (faixas 1, 3, 5, 8, 10, e 11)
- Bill Dobrow – bateria (faixas 1–3, 5, 8, 10, e 11)
- Brad Albetta – baixo (faixas 1, 3, 6, 7, 9 e 11), moog (faixa 4), telcado (faixas 3, 4, 6, e 7), Piano Rhodes (faixa 9), guitarra elétrica (faixa 3)
- Joe McGinty – piano (faixas 1 e 7), teclado (faixas 7 e 11)
- Jeff Hill – baixo  (faixa 2)
- Tom Mennier – piano (faixas 2–5, 10, 13) teclado (faixa 2), órgão Wurlitzer (faixa 3), backing vocal (faixa 4)
- Jane Scarpantoni – cello (faixa 2)
- Lily Lanken – backing vocal (faixas 2, 4, 5, 8, e 10)
- Dan Reiser – bateria (faixa 3)
- Kate McGarrigle – banjo (faixa 3), piano (faixa 6)
- Erin Hill – harpa (faixas 4 e 13)
- Garth Hudson – órgão (faixa 4), teclado (faixa 12),  saxofone alto (faixa 12)
- Rufus Wainwright – backing vocal (faixa 6)
- Alan Besozi – percussão (faixa 6)
- Dan Albetta – guitarra elétrica (faixa 7)
- JC Hopkins – guitarra elétrica (faixa 7)
- Disco D – bateria eletrônica (programação) (faixa 7)